# Zams
Zams település Ausztria tartományának, Tirolnak a Landecki járásában található. Területe 125,04 km², lakosainak száma 3347 fő, népsűrűsége 27 fő/km² (2014. január 1-jén). A település 767 méter tengerszint feletti magasságban helyezkedik el.
A település részei:
- Zams: Lötz, Rease, Oberdorf, Engere, Oberreit, Unterreit, Siedlung, Riefe
- Zammerberg: Falterschein, Grist, Kronburg, Lahnbach, Rifenal, Schwaighof, Tatschhof, Anreit
- Außerfern: Madau

## Fordítás
- Ez a szócikk részben vagy egészben  a   Zams című angol Wikipédia-szócikk ezen változatának fordításán alapul.  Az eredeti cikk szerkesztőit annak laptörténete sorolja fel. Ez a jelzés csupán a megfogalmazás eredetét és a szerzői jogokat jelzi, nem szolgál a cikkben szereplő információk forrásmegjelöléseként.